# Dardano (nome)
Dardano  è un nome proprio di persona italiano maschile.

## Varianti
- Maschili: Dardanio[3]
- Femminili: Dardana[3], Dardania[3]

### Varianti in altre lingue
- Bulgaro: Дардан (Dardan)
- Catalano: Dàrdanos
- Galiziano: Dárdano
- Greco antico: Δάρδανος (Dardanos)[4]
- Inglese: Dardanus
- Latino: Dardanus[1]
- Portoghese: Dardano
- Russo: Дардан (Dardan)
- Spagnolo: Dárdano
- Ucraino: Дардан (Dardan)
- Ungherese: Dardanosz

## Origine e diffusione
È un nome di tradizione classica, portato nella mitologia greca da Dardano, figlio di Zeus e di Elettra, considerato il fondatore di Dardania, città situata nella regione omonima, dove sarebbe poi sorta anche la città di Troia, e da cui prendono il nome anche i Dardanelli.
Il suo nome, in greco Δάρδανος (Dardanos), è di origine incerta, probabilmente pregreca; sono state ipotizzate anche connessioni a vocaboli greci, come δαρδαπτω (dardapto, "divorare"), che è giudicata "non convincente" da altre fonti, o δαρδαίνειν (dardainein, "crescere"). La pronuncia corretta in italiano è Dàrdano, con l'accento sulla prima a.
Non va confuso con Dardan, un nome albanese di diversa origine.

## Onomastico
Il nome non è portato da alcun santo, quindi è adespota, e l'onomastico ricade il 1º novembre in occasione di Ognissanti.

## Persone
- Dardano di Atene, filosofo stoico greco antico
- Dardano Fenulli, generale e partigiano italiano
- Dardano Sacchetti, sceneggiatore italiano